# 久保書店SFノベルズ
久保書店SFノベルズ（くぼしょてんえすえふのべるず）ないし久保書店SFノベルスは、1979年から1981年にかけて久保書店から出版されたSF小説の叢書。
全15冊。形態は四六版のソフトカバー。段組は一段組の巻と二段組の巻が混在。また、表題には示されていないが本編とは無関係な中編を併録する巻が三冊あった（下記リストも参照）。
表紙は具象画が主体だが、SF研究家の北原尚彦は著作中でこれについて「「SFノベルス」は表紙がダサすぎる。」との評を述べている。

## 一覧
- 『宇宙艦隊の奇襲』（Battle for the Stars、エドモンド・ハミルトン、吉川純子訳） 1979.7：アレクサンダー・ブレイド名義で発表された作品
- 『原始惑星への脱出』（Polymath、ジョン・ブラナー、村田靖子訳） 1979.7
- 『第2次宇宙戦争』（Second War of the Worlds、ジョージ・H・スミス、杉山啓二郎訳） 1979.7 - 惑星アヌンシリーズ
- 『魔獣の棲む惑星』（The Island Snatchers、ジョージ・H・スミス、杉山啓二郎訳） 1979.11 - 惑星アヌンシリーズ
- 『太陽系の危機』（The Ultimate Weapon、ジョン・W・キャンベル・ジュニア、森川かおる訳） 1979.11
  - 「宇宙の植物人間」（Son of the Tree、ジャック・ヴァンス、森川かおる訳）を併録
- 『謎の恒星間航法』（Gold in the Sky、アラン・E・ナース、宮田洋介訳） 1979.12
  - 「黒い惑星」（The Octopus of Space、アレクサンダー・ブレイド、杉山啓二郎訳）を併録
- 『銀河系の超能力者』（The Galaxy Primes、E・E・スミス、萩原比佐夫訳） 1980.4
- 『未来を変えた時間』（First Through Time / The Time Factor、レックス・ゴードン、森川かおる訳） 1980.4
- 『時間帝国の崩壊』（The Fall of Chronopolis、バリントン・J・ベイリー、中上守訳） 1980.7
- 『テラ防衛軍と暗黒星域』（Planet Big Zero、フランクリン・ハドリイ、小谷智昭訳） 1980.7
- 『100万光年の死闘』（The Mightiest Machine、ジョン・W・キャンベル・ジュニア、吉川純子訳） 1980.11
- 『銀河帝国の創造』（The Wizard of Linn、A・E・ヴァン・ヴォクト、川村哲郎訳） 1980.11 - 『原子の帝国』（Empire of the Atom、創元推理文庫）の続編
- 『ルーカン戦争』（Lukan War、マイクル・コリンズ、鎌田三平訳） 1981.4
  - 「アステラーの死のベール」（The Veil of Astellar、リイ・ブラケット、鎌田三平訳）を併録
- 『アンドロイドの叛乱』（Time and Again、クリフォード・D・シマック、鷲尾二郎訳） 1981.4
- 『滅びの星』（Doomstar、エドモンド・ハミルトン、鎌田三平訳） 1981.9